# DBK Fortuna Hjørring
DBK Fortuna Hjørring är en fotbollsklubb med daminriktning i Hjørring, Danmark. Den bildades 1966. Säsongen 2002/2003 förlorade de finalspelet i UEFA Women's League mot svenska Umeå IK.

## Placering tidigare säsonger
| Säsong    | Nivå | Liga            | Placering | Referens      | Notering |
| --------- | ---- | --------------- | --------- | ------------- | -------- |
| 2003–2004 | 1    | Elitedivisionen | 2         | [ 2 ]         |          |
| 2004–2005 | 1    | Elitedivisionen | 2         | [ 3 ]         |          |
| 2005–2006 | 1    | Elitedivisionen | 2         | [ 4 ]         |          |
| 2006–2007 | 1    | Elitedivisionen | 2         | [ 5 ]         |          |
| 2007–2008 | 1    | Elitedivisionen | 2         | [ 6 ]         |          |
| 2008–2009 | 1    | Elitedivisionen | 1         | [ 7 ]         |          |
| 2009–2010 | 1    | Elitedivisionen | 1         | [ 8 ]         |          |
| 2010–2011 | 1    | Elitedivisionen | 2         | [ 9 ]         |          |
| 2011–2012 | 1    | Elitedivisionen | 2         | [ 10 ]        |          |
| 2012–2013 | 1    | Elitedivisionen | 2         | [ 11 ]        |          |
| 2013–2014 | 1    | Elitedivisionen | 1         | [ 12 ]        |          |
| 2014–2015 | 1    | Elitedivisionen | 2         | [ 13 ]        |          |
| 2015–2016 | 1    | Elitedivisionen | 1         | [ 14 ]        |          |
| 2016–2017 | 1    | Elitedivisionen | 2         | [ 15 ]        |          |
| 2017–2018 | 1    | Elitedivisionen | 1         | [ 16 ]        |          |
| 2018–2019 | 1    | Elitedivisionen | 2         | [ 17 ]        |          |
| 2019–2020 | 1    | Elitedivisionen | 1         | [ 18 ]        |          |
| 2020–2021 | 1    | Elitedivisionen | 3         | [ 19 ] [ 20 ] |          |
| 2021–2022 | 1    | Elitedivisionen | 2         |               |          |

### Fotnoter
1. ↑  ”UEFA Club Championship (Women) 2002/03” (på engelska). RSSSF. 11 mars 2003. http://www.rsssf.com/ec/ec-wom03.html. Läst 15 maj 2015.
2. ↑  http://www.rsssf.com/tablesd/den-wom04.html
3. ↑  http://www.rsssf.com/tablesd/den-wom05.html
4. ↑  http://www.rsssf.com/tablesd/den-wom06.html
5. ↑  http://www.rsssf.com/tablesd/den-wom07.html
6. ↑  http://www.rsssf.com/tablesd/den-wom08.html
7. ↑  http://www.rsssf.com/tablesd/den-wom09.html
8. ↑  http://www.rsssf.com/tablesd/den-wom2010.html
9. ↑  http://www.rsssf.com/tablesd/den-wom2011.html
10. ↑  http://www.rsssf.com/tablesd/den-wom2012.html
11. ↑  http://www.rsssf.com/tablesd/den-wom2013.html
12. ↑  http://www.rsssf.com/tablesd/den-wom2014.html
13. ↑  http://www.rsssf.com/tablesd/den-wom2015.html
14. ↑  https://int.soccerway.com/national/denmark/elitedivisionen/20152016/championship-round/r31884/
15. ↑  https://int.soccerway.com/national/denmark/elitedivisionen/20162017/championship-round/r37603/
16. ↑  https://int.soccerway.com/national/denmark/elitedivisionen/20172018/championship-round/r42723/
17. ↑  https://int.soccerway.com/national/denmark/elitedivisionen/20182019/championship-round/r49326/
18. ↑  https://int.soccerway.com/national/denmark/elitedivisionen/20192020/championship-round/r53171/
19. ↑  https://int.soccerway.com/national/denmark/elitedivisionen/20202021/regular-season/r58714/
20. ↑  https://int.soccerway.com/national/denmark/elitedivisionen/20202021/championship-round/r58713/